# Psaume 3

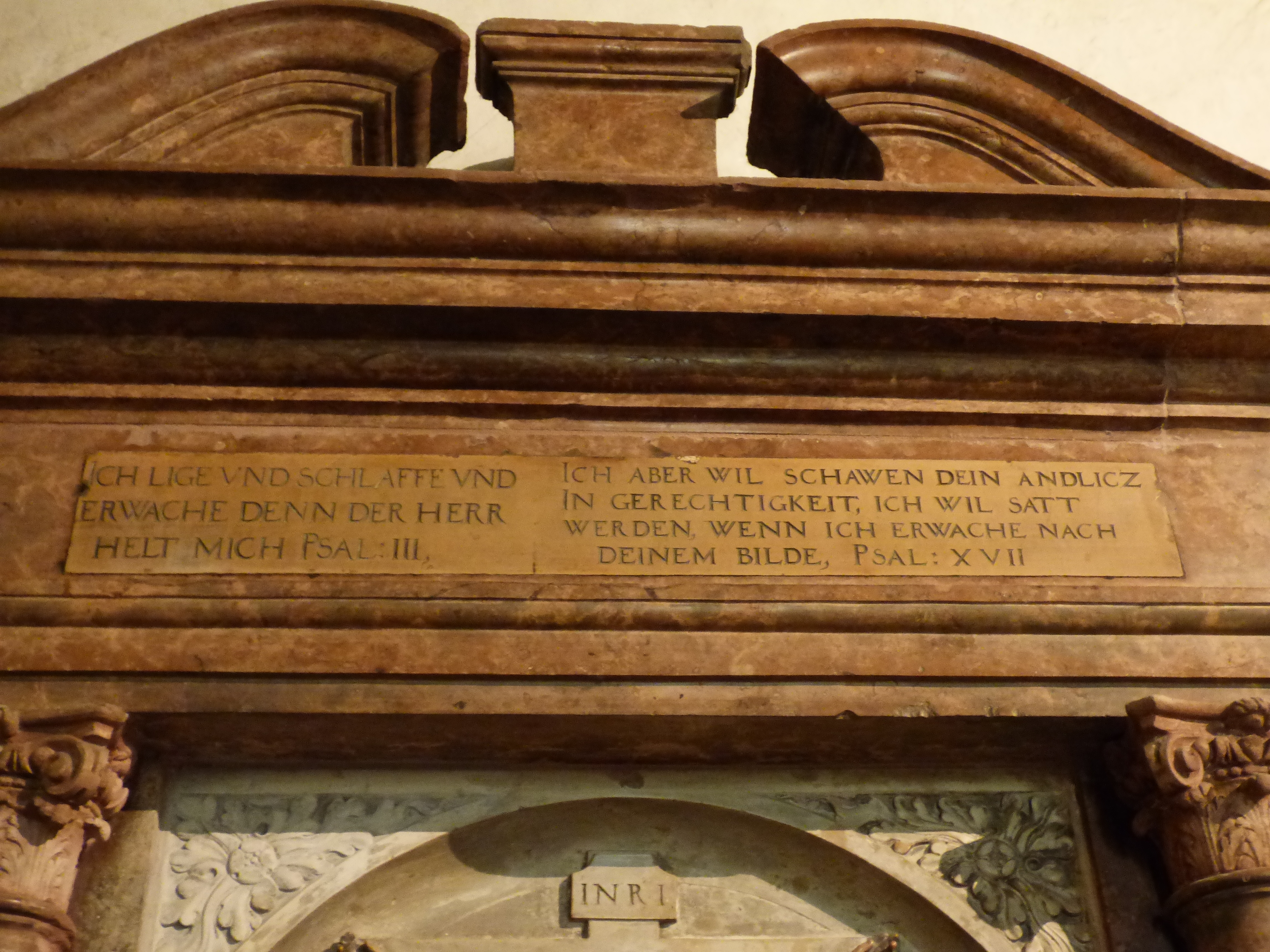
Épitaphe de Berchtold dans l'église Saint-Michel de Vienne, avec inscriptions du verset 6 du psaume 3 et verset 15 du psaume 17.

Le psaume 3 est attribué au roi David, qui implore Dieu à cause de son fils Absalom qui s’est révolté contre lui et le pourchasse.

## Texte
| verset | original hébreu                                                 | traduction française de Louis Segond                                                                               | Vulgate latine                                                                         |
| ------ | --------------------------------------------------------------- | --- | -------------------------------------------------------------------------------------- |
| 1      | מִזְמוֹר לְדָוִד: בְּבָרְחוֹ, מִפְּנֵי אַבְשָׁלוֹם בְּנוֹ                              | [Psaume de David. À l’occasion de sa fuite devant Absalom, son fils.]                                              | [Psalmus David cum fugeret a facie Abessalon filii sui]                                |
| 2      | יְהוָה, מָה-רַבּוּ צָרָי; רַבִּים, קָמִים עָלָי                                | Ô Éternel, que mes ennemis sont nombreux ! Quelle multitude se lève contre moi !                                   | Domine quid multiplicati sunt qui tribulant me multi insurgunt adversum me             |
| 3      | רַבִּים, אֹמְרִים לְנַפְשִׁי: אֵין יְשׁוּעָתָה לּוֹ בֵאלֹהִים סֶלָה                     | Combien qui disent à mon sujet : Plus de salut pour lui auprès de Dieu ! [Pause]                                   | Multi dicunt animae meae non est salus ipsi in Deo eius [diapsalma]                    |
| 4      | וְאַתָּה יְהוָה, מָגֵן בַּעֲדִי; כְּבוֹדִי, וּמֵרִים רֹאשִׁי                          | Mais toi, ô Éternel ! tu es mon bouclier, tu es ma gloire, et tu relèves ma tête.                                  | Tu autem Domine susceptor meus es gloria mea et exaltans caput meum                    |
| 5      | קוֹלִי, אֶל-יְהוָה אֶקְרָא; וַיַּעֲנֵנִי מֵהַר קָדְשׁוֹ סֶלָה                         | De ma voix je crie à l’Éternel, et il me répond de sa montagne sainte. [Pause]                                     | Voce mea ad Dominum clamavi et exaudivit me de monte sancto suo [diapsalma]            |
| 6      | אֲנִי שָׁכַבְתִּי, וָאִישָׁנָה; הֱקִיצוֹתִי--כִּי יְהוָה יִסְמְכֵנִי                      | Je me couche, et je m’endors ; je me réveille, car l’Éternel est mon soutien.                                      | Ego dormivi et soporatus sum exsurrexi quia Dominus suscipiet me                       |
| 7      | לֹא-אִירָא, מֵרִבְבוֹת עָם-- אֲשֶׁר סָבִיב, שָׁתוּ עָלָי                          | Je ne crains pas les myriades de peuples qui m’assiègent de toutes parts.Lève-toi, Éternel ! sauve-moi, mon Dieu ! | Non timebo milia populi circumdantis me exsurge Domine salvum me fac Deus meus         |
| 8      | קוּמָה יְהוָה, הוֹשִׁיעֵנִי אֱלֹהַי-- כִּי-הִכִּיתָ אֶת-כָּל-אֹיְבַי לֶחִי;שִׁנֵּי רְשָׁעִים שִׁבַּרְתָּ | Car tu frappes à la joue tous mes ennemis, tu brises les dents des méchants.                                       | Quoniam tu percussisti omnes adversantes mihi sine causa dentes peccatorum contrivisti |
| 9      | לַיהוָה הַיְשׁוּעָה; עַל-עַמְּךָ בִרְכָתֶךָ סֶּלָה                                  | Le salut est auprès de l’Éternel : Que ta bénédiction soit sur ton peuple ! [Pause]                                | Domini est salus et super populum tuum benedictio tua                                  |

## Usages liturgiques

### Dans le judaïsme
Les versets 2 à 9 du psaume 3 font partie de la prière du Shema, au lever et au coucher. Le verset 9 est le huitième verset du V’hu Rachum à Pesukei Dezimra, et se trouve aussi dans la Havladah.

### Dans le christianisme

#### Chez les catholiques
Vers 530, dans la règle de saint Benoît, Benoît de Nursie choisit ce psaume pour le début de l'office de matines, à savoir en tant que le premier psaume pour la liturgie des Heures bénédictine pendant l'année (chapitres IX et X). Dans les abbayes qui conservent la tradition, il s'agit actuellement du premier psaume du dimanche pour l'office des vigiles.
Au regard de la liturgie des Heures actuelle, le psaume 3 est chanté ou récité à l’office des lectures le dimanche de la première semaine, après les deux premiers psaumes.

## Mise en musique
En 1691, Michel-Richard de Lalande a composé son grand motet Domine, quid multiplicati sunt (S.37) pour les offices de la chapelle du château de Versailles. Marc-Antoine Charpentier a composé vers 1676 un "Domine quid multiplicati sunt", pour 3 voix, 2 dessus instrumentaux, et basse continue, H.172. Plus tard, l’artiste contemporain Byron Cage crée une version gospel du psaume 3 : Thou Art A Shield For Me (Tu es pour moi un bouclier).